# Ingeborg Stuckenberg
Ingeborg Stuckenberg (født Pamperin 6. februar 1866 i København – 12. august 1904 i Auckland, New Zealand) var en dansk forfatter og muse for kredsen af symbolistiske digtere med Johannes Jørgensen og Sophus Claussen. 

## Liv
Ingeborg Stuckenberg var datter af manufakturhandler Wilhelm Gottlieb Pamperin og Wilhelmine Langballe; familien var velhavende. Efter endt skolegang på Sankt Petri Skole kom hun på Tegne- og Kunstindustriskolen for Kvinder for at udvikle et åbenbart tegnetalent. I 1884 blev hun forlovet med Viggo Stuckenberg, hvilket betød, at hun forlod tegneskolen i utide. Hendes familie sørgede for et års husholdningsoplæring på landet, og den 5. maj 1887 blev de gift. Viggo Stuckenberg var blevet ansat som lærer på Slomanns Skole og havde påbegyndt sit forfatterskab. Ingeborg Stuckenbergs far installerede dem i et hus i de nyopførte kartoffelrækker ved søerne i København.
Deres hjem blev i de følgende år et valfartssted for den symbolistiske tids kunstnere som Johannes Jørgensen og Sophus Claussen. Med sin mangefacetterede begavelse, kunstneriske og kritiske sans var Ingeborg Stuckenberg kredsens naturlige centrum. Hun var en svoren ateist, åben for det moderne gennembruds idéer og muligheder for frigørelse og realisering af personligheden. Fra tidens kunstnere findes beretninger og tolkninger af hendes stærke, musiske væsen, måske smukkest i Sophus Claussens portrætdigt fra 1904.

### Forfatterskab
Ingeborg Stuckenbergs ønske om selv at udtrykke sig kunstnerisk var stort, men det var der meget lidt plads til i ægteskabet med Viggo, i stedet var hun overladt rollen som hans og digterkredsens muse. Dette førte til tiltagende desperation. 
Vilkårene for hendes eget forfattertalent blev, at hun skrev både digte og prosa, som blev udgivet i Viggo Stuckenbergs navn. Litteraturforskningen har siden hen påvist hendes betydelige andel i hans værker, især i romanen Fagre Ord (1895), som menes overvejende at være hendes arbejde. Bogen handler om et vanskeligt ægteskab, hvor parterne forsvinder fra hinanden, han ind i arbejdet, hun i erindringerne og i et sværmerisk forhold til en anden. Konflikterne ses fra begge køns synsvinkler. Dette var nyt i tiden, men ingen gættede, at det skyldtes Ingeborg Stuckenbergs indflydelse. Tværtimod blev romanen rost for sin mandighed. 
To mindre fortællinger vides helt at være hendes, mens hun i eget navn kun udgav en enkelt historie Badegæster (1898), en såkaldt novellette, der blev trykt som føljeton i Kjøbenhavns Børstidende. Ligesom Fagre Ord var den påvirket af hendes store beundring for J.P. Jacobsen.

### Ægteskabet med Viggo Stuckenberg
Ægteskabet mellem de to personligheder var spændingsfyldt. Efter at familien var blevet forøget med to sønner, Henrik (født 1890) og Niels Holger (født 1891), blev økonomien meget trang. Ægteparrets uoverensstemmelser medførte, at Ingeborg Stuckenberg i 1893 flyttede og søgte tilflugt hos maleren Albert Gottschalk. Hun vendte dog tilbage igen tre måneder senere. 
I 1894 flyttede parret til Villa Vennely i Sorgenfri for at give ægteskabet nye muligheder. Økonomien tvang dem imidlertid snart til at rykke ind i den ene fløj i gartnerboligen ved Sorgenfri Slot. I den anden fløj boede gartnerparret Clara og Hans Dines Madsen, og venskabet med dem udviklede sig for alle fire parter til kærlighedsforhold. 
I 1902 boede Ingeborg Stuckenberg en tid hos sin bror Knud, men året efter rejste hun pludselig ud af landet uden at fortælle det til nogen. I Bremen mødtes hun med sin elsker, Hans Dines Madsen, og sammen sejlede de med emigrationsskib til New Zealand, hvor Ingeborg Stuckenbergs bror Aage havde boet gennem fem år. Rejsen og opholdet i New Zealand, der er beskrevet i de posthumt udgivne Korte Breve fra en lang Reise (1986), blev en umådelig skuffelse. Ingeborg Stuckenberg så ingen reelle muligheder for en acceptabel tilværelse, og dybt deprimeret valgte hun at tage sit eget liv.

## Eftermæle
Hendes skæbne er i nyere tid blevet fortolket af Grete Povlsen i romanen Ingeborg fra 1985 og af Annelise Hovmand i tv-serien To som elsker hinanden fra 1988.
Ingeborg Stuckenbergs værk har oplevet fornyet interesse. Forlaget Gladiator udgav i 2013 hendes Samlede værker, der indeholder Badegæster, udkast til romanen Fagre ord og Korte Breve fra en lang Rejse.

## Fodnoter
1. ↑  "Ingeborg Stuckenberg" digt på Kalliope.org